# La Chapelle-Montmartin
La Chapelle-Montmartin é uma comuna francesa na região administrativa do Centro, no departamento Loir-et-Cher. Estende-se por uma área de 10,61 km². Em 2010 a comuna tinha 438 habitantes (densidade: 41,3 hab./km²).